# Kristianstad (đô thị)
Đô thị Kristianstad (tiếng Thụy Điển: Kristianstad kommun) là một đô thị ở hạt Skåne của Thụy Điển. Thủ phủ là thị xã Kristianstad. Dân số thời điểm 31 tháng 12 năm 2000 là 74161 người.